# Luigi Pietrobono
Luigi Pietrobono (Alatri, 26 dicembre 1863 – Roma, 27 febbraio 1960) è stato un critico letterario italiano.
Si distinse al principio del XX secolo nel panorama letterario italiano come chiosatore delle opere di Dante Alighieri e di Giovanni Pascoli.

## Biografia
Figlio di Francesco, ebanista, e di Filippa Merluzzi, nel 1880 entra nell'Ordine delle Scuole Pie (gli Scolopi). Ben presto si accosta agli studi classici, laureandosi in Lettere con Fabio Nannarelli nel 1887, con una tesi sulla Teoria dell'amore in Dante pubblicata l'anno successivo: iniziano così i suoi studi sull'opera di Dante, che lo occuperanno per tutta la vita. 
Nel 1889 consegue una seconda laurea, in Filosofia, con il saggio Il fondamento psichico della vita animale secondo Rosmini e Darwin. 
Sin dal 1887 è chiamato a insegnare nel prestigioso Collegio Nazareno di Roma come titolare delle cattedre di letteratura italiana, latina e greca, di filosofia e di religione. Sarà Preside del Nazareno dal 1897 fino al 1938. 
Tra i suoi allievi vi è il poeta crepuscolare Fausto Maria Martini, al quale trasmise il suo amore per la poesia e in particolare per Pascoli.
L'incontro con Giovanni Pascoli risale all'estate del 1897, quando il poeta di San Mauro si recò al Collegio Nazareno in qualità di Commissario governativo per gli esami di licenza ginnasiale. Padre Ermenegildo Pistelli, amico di vecchia data del poeta, in una lettera del giugno dello stesso anno, invita Pascoli a chiedere di Pietrobono. Quell'anno ricorreva il terzo centenario della fondazione delle Scuole Pie e Pietrobono chiese al poeta di comporre un inno che esaltasse la figura del santo fondatore dell'ordine, di cui non fu composta che la strofe iniziale.
L'amicizia tra i due proseguì fino alla morte del poeta, sopraggiunta nell'aprile del 1912. Furono l'uno consolatore dell'altro nelle preoccupazioni quotidiane e si difesero reciprocamente dalle stroncature dei critici riguardo ai propri lavori.
Negli anni 1905-1906 dirige il Collegio Conti-Gentili di Alatri.   
Amico della regina Margherita di Savoia, ne animò a lungo il salotto con la Lectura Dantis, che ancor oggi si pratica nella Casa di Dante a Trastevere a Roma. Ma Pietrobono vive e opera anche localmente, dando un sostanziale impulso anche all'attività letteraria della sua cittadina natale. Di grande spirito liberale, durante la prima guerra mondiale, non esita a scendere in piazza per esortare i giovani a correre in aiuto della Patria dopo la disastrosa ritirata di Caporetto. 
Attento e profondo studioso della letteratura italiana, la sua opera costituisce tuttora un importante riferimento critico e interpretativo non solo dell'opera di Dante Alighieri ('storica' l'edizione della Divina Commedia della SEI) ma anche di Giovanni Pascoli, del quale curò, fra l'altro, un'antologia di cinquantasei poesie pubblicata nel 1918 da Zanichelli. 
Dal 1926 al 1933 collabora con il Corriere della sera con articoli relativi al mondo della scuola e dell'educazione. 
Nel 1940 il Savio Collegio dell'Accademia dell'Arcadia, di cui era socio dal 1894 con il nome di Edelio Echeo e per la quale teneva corsi dal 1926, lo indica come successore del defunto Custode generale, il filologo classico Nicola Festa. Il Ministro dell'Educazione Nazionale Giuseppe Bottai ratificherà l'incarico e Pietrobono lo manterrà fino al 1953, contribuendo a mantenere vivo il ruolo dell'accademia nella cultura italiana.

## Opere

### Saggi
- L'opera poetica di G. Pascoli (1912)
- Il Poema Sacro. Saggio d'una interpretazione generale della Divina Commedia, 2 voll., Zanichelli, Bologna 1915
- Dal centro al cerchio. La struttura morale della Divina Commedia, SEI, Torino, 1923, II ed. 1956
- L'Italia nella poesia del Pascoli (1933)
- Saggi danteschi, SEI, Torino 1936
- Dante e la Divina Commedia: "dietro a le poste de le care piante", Sansoni, Firenze, 1953
- Saggi danteschi. Nuova Edizione, SEI, Torino, 1954
- Nuovi saggi danteschi, SEI, Torino, 1954

### Traduzioni
- Encomium Moriae di Erasmo da Rotterdam
- De amicitia di Cicerone